# 平泉スマートインターチェンジ
平泉スマートインターチェンジ（ひらいずみスマートインターチェンジ）は、岩手県西磐井郡平泉町平泉祇園にある東北自動車道の本線直結型スマートインターチェンジ (SIC) である。
一旦停止型のフルインターチェンジで、24時間運用しており、ETC車載器を搭載した全車種が利用できる。付近に世界文化遺産の平泉があり、地域の観光資源に大きく寄与している。また、平泉町内にある高田前工業団地の最寄りインターチェンジが近くなった（当SICの開業までは一関市の一関インターチェンジが最寄りだった）ことで、物流の効率化にも寄与している。

## 道路
- E4 東北自動車道

直接接続
- 平泉町道祇園線 - ランプウェイとの交差点はラウンドアバウトになっている。

## 沿革
- 2014年（平成26年）
  - 8月8日：連結許可[4]。
  - 10月1日：着工[1]。
- 2017年（平成29年）11月14日：IC名称が「平泉スマートインターチェンジ」に正式決定[5]。
- 2021年（令和3年）12月4日：供用開始[2]。

## 周辺
- 中尊寺
- 毛越寺

## 隣
E4 東北自動車道
(34) 一関IC - 中尊寺PA上り - (34-1) 平泉スマートIC - 中尊寺PA下り - (35) 平泉前沢IC